# Atroxima
Atroxima é um género botânico pertencente à família Polygalaceae.